# Joodse begraafplaats (Zutphen)
De Joodse begraafplaats van de Nederlandse stad Zutphen was oorspronkelijk net buiten de stad gelegen aan de Weg naar Vierakker. Ze ligt in een gebied met oude rivierduinen dat al honderden jaren de Hogewest wordt genoemd. Tegenwoordig is de begraafplaats een rijksmonument.

## Joden in Zutphen
Nadat in de middeleeuwen alle Joden in de stad waren vermoord of weggejaagd omdat men dacht dat ze schuld hadden aan de toen heersende pestepidemie woonden er eeuwenlang geen Joden meer in Zutphen.
Tot de burgerlijke gelijkstelling in 1796 waren Joden in Zutphen alleen welkom als koopman op een van de jaarmarkten, maar niet als inwoner. Na dat jaar groeide de Joodse gemeenschap snel. Een eerste kleine synagoge werd al in 1797 ingericht en in hetzelfde jaar pachtte men van de gemeente een stuk grond ad 4 gulden per jaar waar een Israëlitische begraafplaats kon worden ingericht.

## Begraafplaats
Honderd jaar later was de dodenakker te klein geworden, maar kon in 1896 worden uitgebreid. Het huidige metaheerhuis (reinigingshuis) werd gebouwd, de grond was inmiddels eigendom van de joodse gemeente. Omdat bij een hoge stand van de IJssel begrafenissen vanuit de stad alleen per boot plaats konden vinden werd er in 1901 een verhoogde weg aangelegd, maar ook daarna had men om een begrafenisplechtigheid met droge voeten te bereiken soms laarzen nodig.
In de Tweede Wereldoorlog werden door de Duitse bezettingstroepen op en bij de begraafplaats bunkers en loopgraven aangelegd, een aantal graven werd hierdoor vernield. In 1944 richtten NSB'ers vernielingen aan; een groot aantal grafstenen werd zelfs meegenomen.
In 1949 werd een gedenkteken opgericht ter nagedachtenis aan de vele gedeporteerde en vermoorde Zutphense Joden. De begraafplaats is geadopteerd door de Kennedyschool, ieder jaar op 4 mei komen kinderen bloemen leggen. De burgerlijke gemeente heeft zich verantwoordelijk gesteld voor het onderhoud. Met snoeiwerk, restauratie van grafstenen en ander onderhoud zijn ook vrijwilligers actief.
De meer dan tweehonderd jaar oude begraafplaats, die nog steeds in gebruik is, ligt besloten door hoge muren tussen een volkstuincomplex, een naoorlogse woonwijk en een zuiveringsinstallatie. Meer dan 389 stenen staan hier in rijen naast elkaar, sommige wat verzakt, de meeste in goede staat. Bij de ingang van het reinigingshuis staat op de muur in het Hebreeuws en het Nederlands de tekst:
HET STOF KEERT TOT DE AARDE TERUG WAARUIT HET KWAM EN DE GEEST KEERT TOT GOD WEDER DIE HEM GEGEVEN HEEFT Prediker XII Vers 7

## Synagoge
In 1879 werd besloten aan de Dieserstraat een nieuwe, grotere synagoge te bouwen omdat de Joodse gemeenschap was gegroeid tot ongeveer vijfhonderd zielen. Dit was het derde joodse kerkgebouw in de geschiedenis van Zutphen. Vijftig jaar later, in 1930, waren er nog steeds meer dan vijfhonderd Joodse inwoners in Zutphen. Na 1945 was er vrijwel niemand meer over en de synagoge moest in 1947 worden verkocht. Er heeft een machinefabriek in gezeten en in 1976 kocht de gemeente het pand om het te slopen en woningen te bouwen op de vrijgekomen ruimte. Protesten vanuit de Zutphense bevolking konden de sloop voorkomen. De synagoge werd in 1982 aangekocht van de gemeente en vervolgens overgedragen aan de Stichting Oude Gelderse Kerken. Nadat het gebouw in 1985 werd gerestaureerd kwam de bovenverdieping weer ter beschikking van de joodse gemeente.

## Afbeeldingen

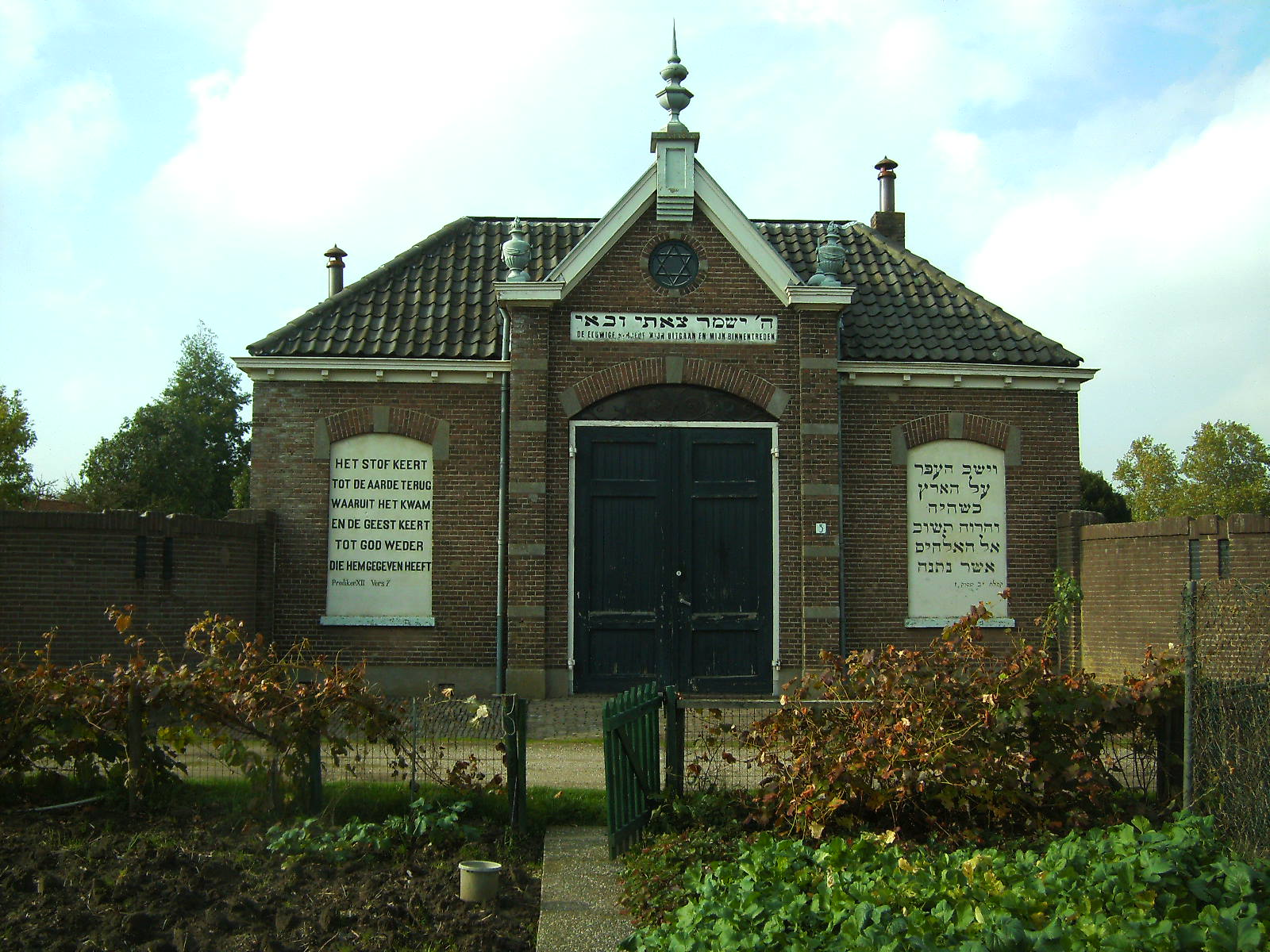
Toegang tot de begraafplaats
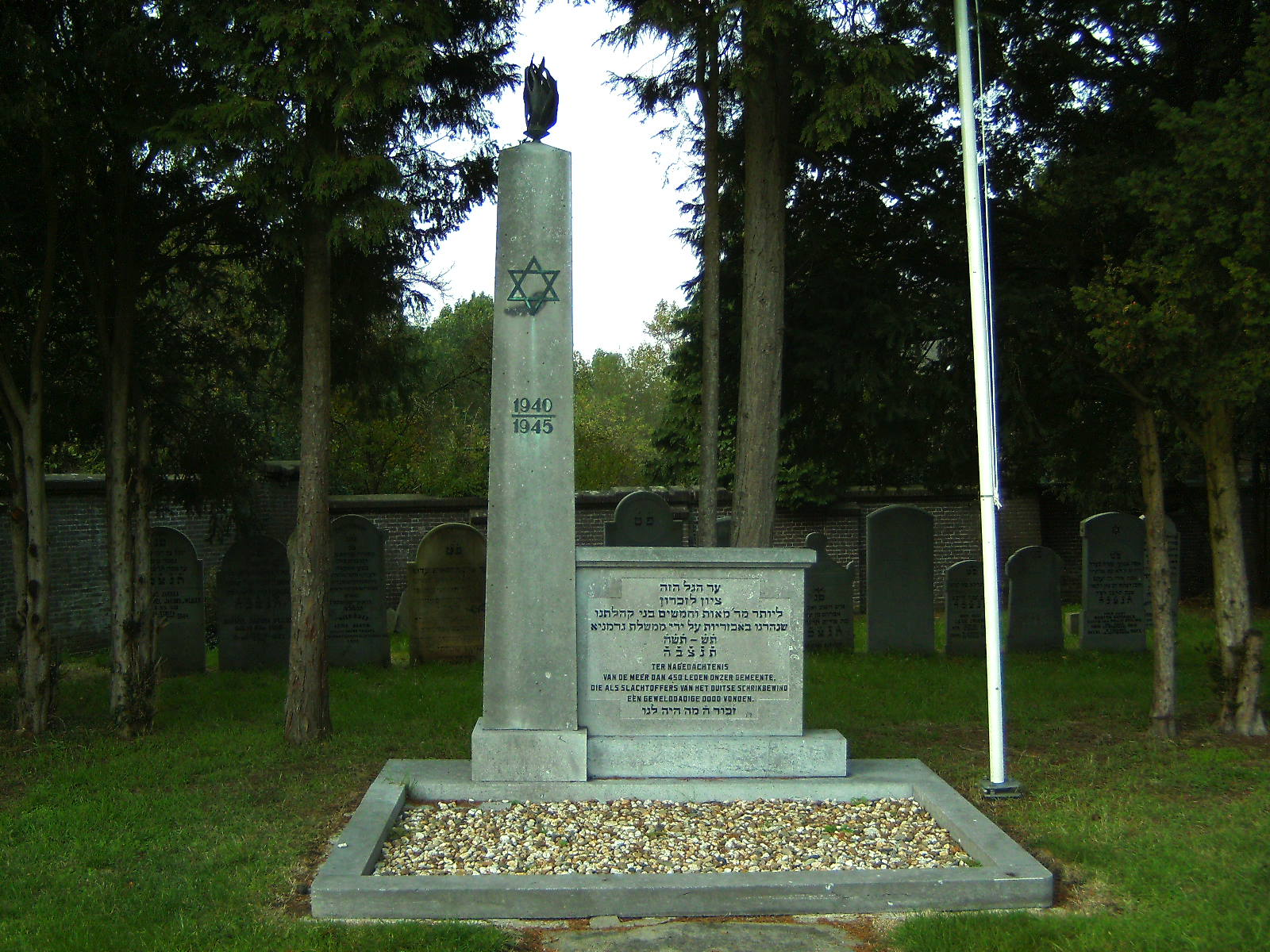
Herinneringsmonument
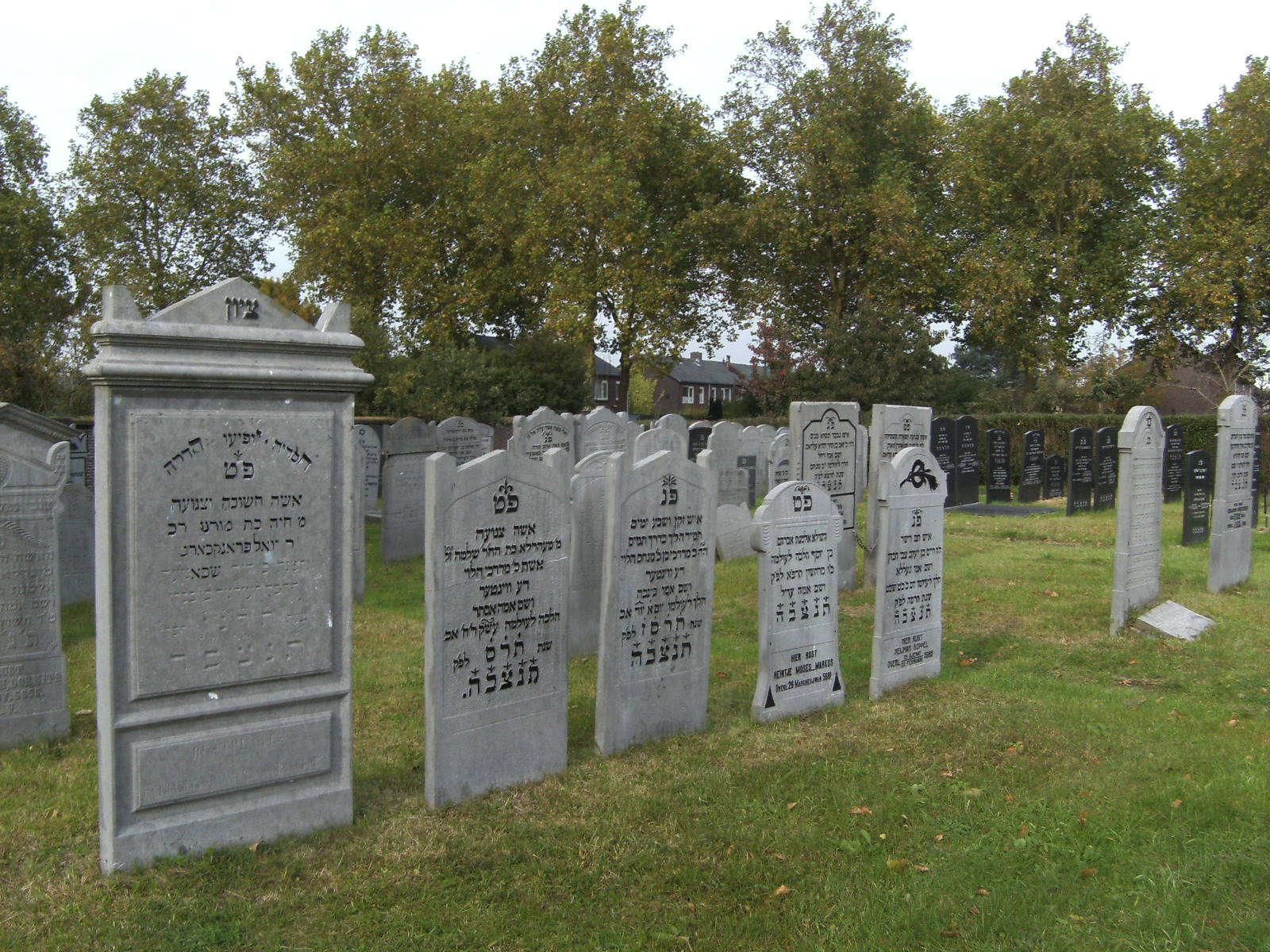
Joodse begraafplaats